# Michał Woyna Jasieniecki
Michał Woyna Jasieniecki herbu Haki – starosta brasławski do 1700 roku.
Poseł sejmiku brasławskiego na sejm zwyczajny 1688 roku, sejm nadzwyczajny 1688/1689 roku, sejm nadzwyczajny 1693 roku,